# Antirhea livida
Antirhea livida är en måreväxtart som beskrevs av Adolph Daniel Edward Elmer. Antirhea livida ingår i släktet Antirhea och familjen måreväxter. Inga underarter finns listade i Catalogue of Life.